# Света Богородица (арменска църква в Шумен)
„Света Богородица“ (на арменски: Սուրբ Աստվածածին, Сурп Аствадзадзин) е арменска църква в Шумен, България. Намира се в старата арменска махала на Шумен на адрес ул. Златица №15, в квартал Гривица. В двора на църквата са разпложени Арменски народен дом, Арменско читалище и Арменско училище.

## История
Арменската общност в Шумен е основана от арменци през 1605 г. бягащи от чумна епидемия от град Феодосия (тогава Кафа) в Крим. Вероятно с идването си те изграждат свой храм Така се появява и църквата „Сурп Аствадзадзин“, паянтова постройка в началото, която по време на руско-турската война от 1828–1829 г. е изгорена до основи. През 1834 г. е възстановена, този път вече от камък. Успоредно с това, около 1810 г., е основано и първото килийно арменско училище в Шумен, финансирано от богатите представители на общността. В храма срещу Коледа на 1849 г. се е черкувал Лайош Кошут, живял в Шумен в това време.

## Описание
Църквата има подчертан кръстовидно ситуиран архитектурен план. Олтарът е открит, издигнат върху каменен подиум, облицован с дебели мраморни плочки. В центъра е поставена икона на Света Богородица с Младенеца в скута си. На олтарната стена има надпис гласящ „Поискайте и ще ви се даде“. Църквата е ремонтирана в 2001 г. и обновена с нова камбанария. В двора и се пазят надгробни плочи на арменци от града – първенци и дарители от 18-19 век.